# Kitto Daijōbu
Kitto Daijōbu (きっと大丈夫?) è un brano musicale del gruppo musicale giapponese Arashi, pubblicato come loro sedicesimo singolo il 17 maggio 2006. Il brano è incluso nell'album Arashic, ottavo lavoro del gruppo. Il singolo ha raggiunto la prima posizione della classifica Oricon dei singoli più venduti in Giappone, vendendo 204,496. Il singolo è stato certificato disco d'oro.

## Tracce
CD Singolo JACA-5040
1. Kitto Daijoubu (きっと大丈夫)
2. Harukaze Sneaker (春風スニーカー)
3. NA!NA!NA!
4. Kitto Daijoubu (Original Karaoke) (きっと大丈夫)
5. Harukaze Sneaker (Original Karaoke) (春風スニーカー)
6. NA!NA!NA! (Original Karaoke)

## Classifiche
| Classifica (2006) | Posizione più alta |
| ----------------- | ------------------ |
| Giappone (Oricon) | 1                  |